# Liste der Monuments historiques in Le Tignet
Die Liste der Monuments historiques in Le Tignet führt die Monuments historiques in der französischen Gemeinde Le Tignet auf.

## Liste der Bauwerke
| Bezeichnung           | Beschreibung | Standort                               | Kennzeichnung | Schutzstatus | Datum | Bild |
| --------------------- | ------------ | -------------------------------------- | ------------- | ------------ | ----- | ---- |
| Villa Le Pas de Pique | Erbaut 1961  | 1285, chemin de la Voie-romaine (Lage) | PA06000027    | Inscrit      | 2006  |      |